# Karel Bláha
Karel Bláha (né le 1er juin 1975) est un athlète tchèque, spécialiste du 400 mètres.

## Biographie
Il remporte le titre du relais 4 × 400 m lors des Championnats d'Europe en salle 2000 de Gand en Belgique, en compagnie de Jiří Mužík, Jan Poděbradský et Štěpán Tesařík. L'équipe de République tchèque devance l'Allemagne et la Hongrie. 

### Palmarès
| Date | Compétition                    | Lieu   | Résultat | Épreuve   |
| ---- | ------------------------------ | ------ | -------- | --------- |
| 2000 | Championnats d'Europe en salle | Gand   | 1er      | 4 × 400 m |
| 2002 | Championnats d'Europe          | Munich | 7e       | 400 m     |
| 2002 | Championnats d'Europe          | Munich | 4e       | 4 × 400 m |

### Records
| Épreuve | Épreuve   | Performance | Lieu      | Date           |
| ------- | --------- | ----------- | --------- | -------------- |
| 400 m   | Plein air | 45 s 82     | Edmonton  | 4 août 2001    |
| 400 m   | Salle     | 46 s 39     | Stuttgart | 6 février 2000 |